# Middelie
Middelie est un village de la commune néerlandaise d'Edam-Volendam, situé dans la province de Hollande-Septentrionale.

## Géographie
Le village est situé dans le centre de la commune, à 5 km au nord-est de Purmerend.

## Histoire
Middelie est une commune à part entière avant 1970, date à laquelle elle est intégrée dans la commune de Zeevang, qui fusionne le 1er janvier 2016 avec Edam-Volendam.

## Démographie
Le 1er janvier 2018, le village comptait 690 habitants.